# Taxiphyllin
Taxiphyllin ist ein Naturstoff aus der Gruppe der cyanogenen Glycoside. Es kommt unter anderem in Pflanzen der GattungTaxus vor, etwa in der Europäischen Eibe. Aufgrund des möglichen Auftretens auch in den als Nahrungsmittel genutzten Bambussprossen (Gattung Dendrocalamus) wird vor deren Verzehr im rohen Zustand gewarnt, da die Freisetzung von giftiger Blausäure möglich ist.

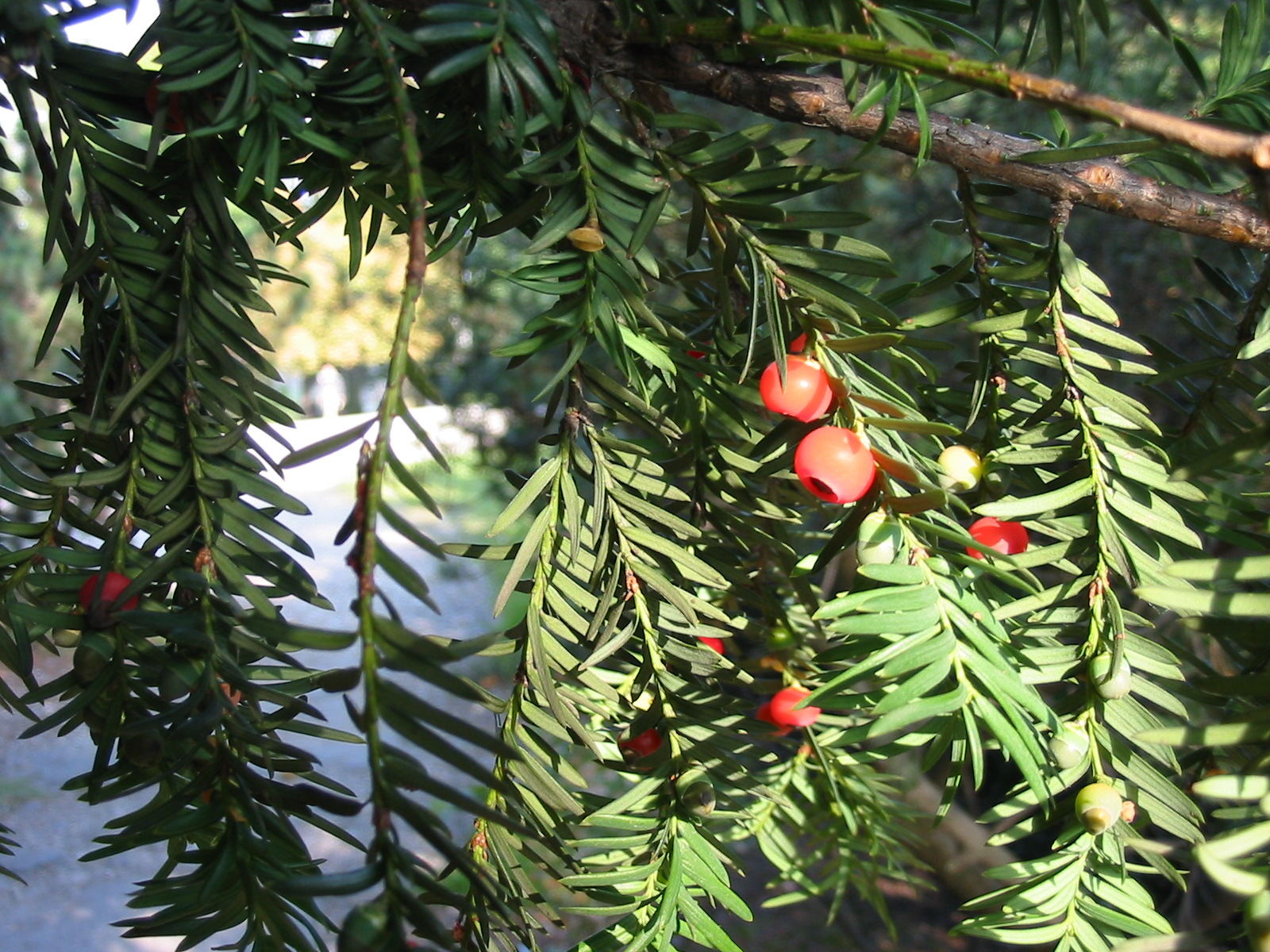
Europäische Eibe
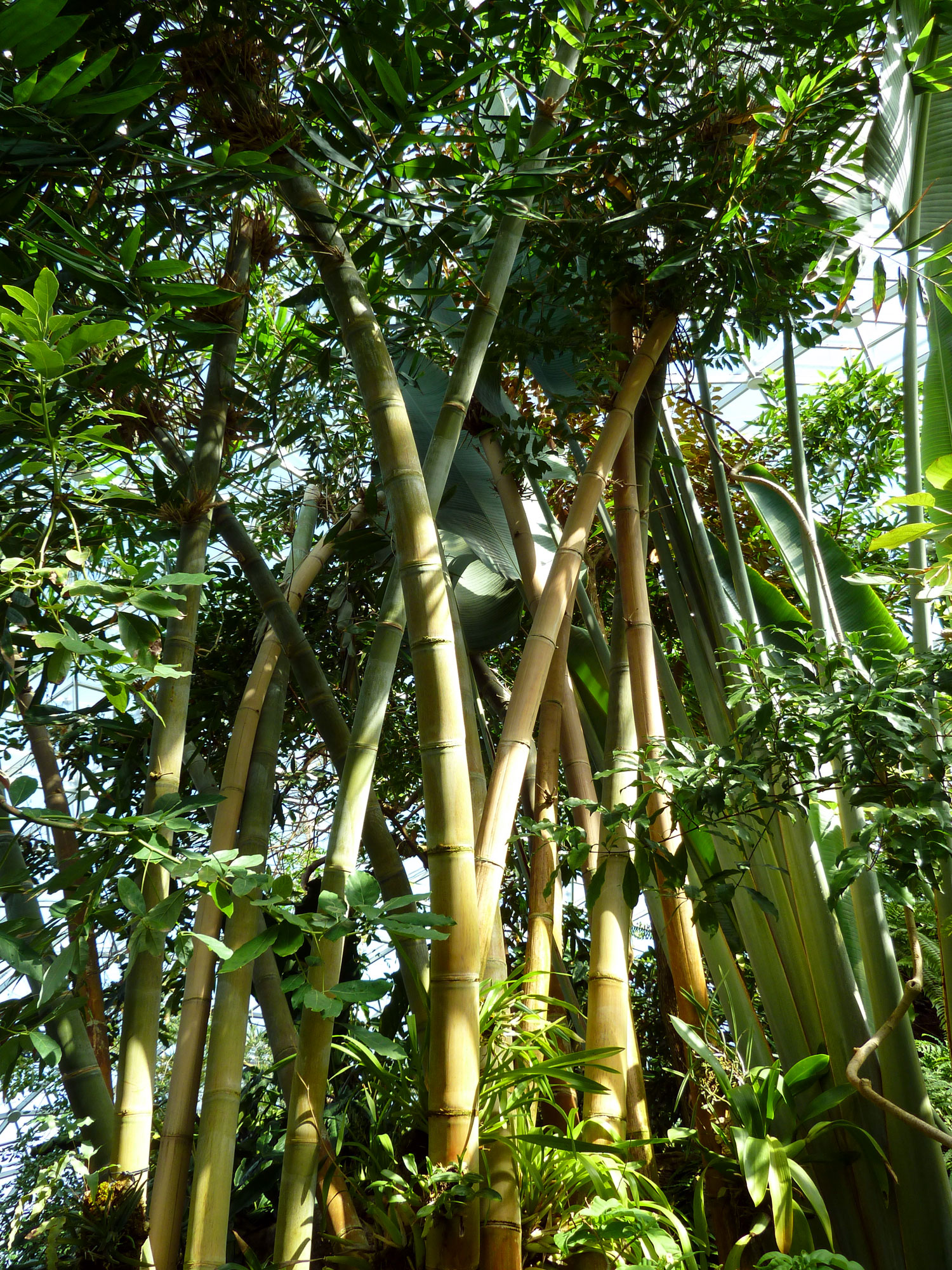
Bambus

Taxiphyllin ist das Glucosid von (R)-4-Hydroxymandelonitril und das Epimer von Dhurrin. Die Biosynthese verläuft über die Aminosäure Tyrosin.